# Diócesis de Sault Sainte Marie en Míchigan
La diócesis de Sault Sainte Marie en Míchigan (en latín: Dioecesis Marianopolitana in Michigania y en inglés: Roman Catholic Diocese of Sault Sainte Marie in Michigan) fue una circunscripción eclesiástica de la Iglesia católica en Estados Unidos. Se trataba de una diócesis latina, sufragánea de la arquidiócesis de Cincinnati. Fue suprimida el 3 de enero de 1937 y restaurada como diócesis titular en 1995. Desde el 24 de enero de 2003 su obispo titular es Francis Joseph Kane.

## Territorio y organización
La diócesis tenía 42 416 km² y extendía su jurisdicción sobre los fieles católicos de rito latino residentes en 15 condados del estado de Míchigan: Alger, Baraga, Chippewa, Delta, Dickinson, Gogebic, Houghton, Iron, Keweenaw, Luce, Mackinac, Marquette, Menominee, Ontonagon y Schoolcraft.
La sede de la diócesis se encontraba en la ciudad de Sault Sainte Marie, en donde su catedral era la actual protocatedral del Santo Nombre de María perteneciente a la diócesis de Marquette.
En 1928 en la diócesis existían 132 parroquias.

## Historia
Durante el siglo XVII el actual Míchigan formaba parte de la colonia francesa de Nueva Francia. La diócesis de Quebec tenía jurisdicción sobre la región. La primera misa católica en la península superior de Míchigan fue celebrada en 1641 por el misionero francés Isaac Jogues, en la zona que posteriormente se convertiría en Sault Sainte Marie.
El primer sacerdote residente en la península Superior fue el misionero francés Jacques Marquette, quien llegó en 1668. Marquette fundó el primer asentamiento europeo de Míchigan, Sault Sainte Marie, y posteriormente fundó Saint Ignace. Otros jesuitas seguirían su ejemplo y mantendrían su presencia a lo largo de los años.
En 1763 la zona de Míchigan pasó a formar parte de la provincia británica de Quebec, donde se prohibió la colonización estadounidense. Tras la guerra de Independencia de Estados Unidos, la región de Míchigan pasó a formar parte de los nuevos Estados Unidos. Para los católicos, Míchigan estaba ahora bajo la jurisdicción de la arquidiócesis de Baltimore, que entonces abarcaba todo el país.
El vicariato apostólico del Míchigan Superior fue erigido el 29 de julio de 1853 mediante el breve Postulat apostolicum officium del papa Pío IX, obteniendo su territorio de la diócesis de Detroit (hoy arquidiócesis de Detroit).
El 9 de enero de 1857 el vicariato apostólico fue elevado a diócesis y tomó el nombre de diócesis de Sault Sainte Marie, en virtud del breve Supremi apostolatus de Pío IX. Originalmente era sufragánea de la arquidiócesis de Cincinnati.
Durante esta época, la zona experimentó una explosión demográfica, ya que los inmigrantes europeos se sintieron atraídos por trabajar en las minas de cobre y hierro.
El 23 de octubre de 1865 asumió el nombre de diócesis de Sault Sainte Marie-Marquette.
El 12 de enero de 1875 pasó a formar parte de la provincia eclesiástica de la arquidiócesis de Milwaukee.
El 3 de enero de 1937 tomó el nombre de diócesis de Marquette.

### Diócesis titular
Desde 1995 Sault Sainte Marie en Míchigan figura entre las sedes episcopales titulares de la Iglesia católica. Desde el 24 de enero de 2003 el obispo titular es Francis Joseph Kane, obispo auxiliar emérito de la arquidiócesis de Chicago.

## Estadísticas
Según el sitio web Catholic-Hierarchy la arquidiócesis tenía a fines de 1928 un total de 83 469 fieles bautizados.
| Año                         | Población            | Población | Población      | Sacerdotes | Sacerdotes    | Sacerdotes    | Bautizados por sacerdote | Diáconos permanentes | Religiosos | Religiosos | Parroquias |
| Año                         | Bautizados católicos | Total     | % de católicos | Total      | Clero secular | Clero regular | Bautizados por sacerdote | Diáconos permanentes | Varones    | Mujeres    | Parroquias |
| --------------------------- | -------------------- | --------- | -------------- | ---------- | ------------- | ------------- | ------------------------ | -------------------- | ---------- | ---------- | ---------- |
| 1918                        | 100 000              |           |                | 100        | 90            | 10            | 1000                     |                      |            |            | 138        |
| 1928                        | 83 469               |           |                | 97         | 82            | 15            | 860                      |                      |            |            | 132        |
| Fuente: Catholic-Hierarchy. |                      |           |                |            |               |               |                          |                      |            |            |            |

## Episcopologio

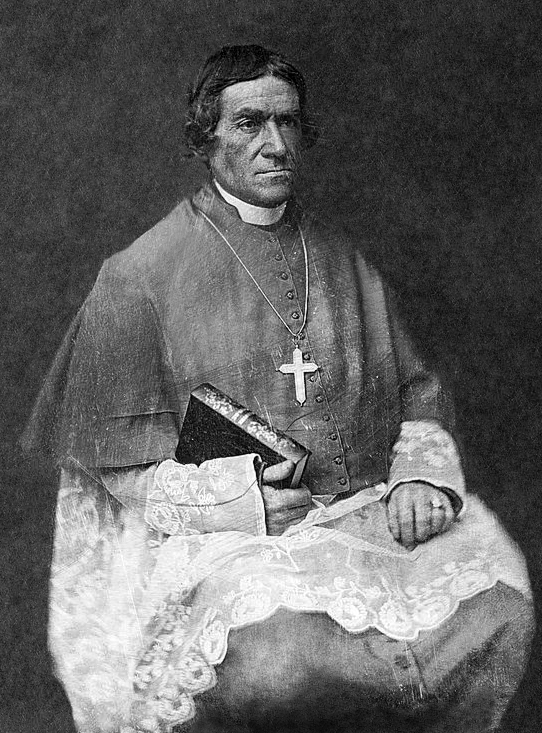
Ireneus Frederic Baraga, primer obispo de Sault Sainte Marie en Míchigan

- Venerable Ireneus Frederic Baraga † (29 de julio de 1853-19 de enero de 1868 falleció)
- Ignatius Mrak † (25 de septiembre de 1868-28 de abril de 1879 renunció[nota 2])
- John Vertin † (16 de mayo de 1879-26 de febrero de 1899 falleció)
- Frederick Eis † (7 de junio de 1899-8 de julio de 1922 renunció[nota 3])
- Henry John Paul Joseph Nussbaum, C.P. † (14 de noviembre de 1922-24 de junio de 1935 falleció)
- Joseph Casimir Plagens † (13 de noviembre de 1935-3 de enero de 1937 sede renombrada diócesis de Marquette)

### Obispos titulares
- Allen Henry Vigneron (12 de junio de 1996-10 de enero de 2003 nombrado obispo coadjutor de Oakland)
- Francis Joseph Kane, desde el 24 de enero de 2003